# Julius Wellhausen
Julius Wellhausen (Hameln, 1844. május 17. – Göttingen, 1918. január 7.) német teológus és orientalista, a modern kritikai bibliatudomány megalapozója.

## Élete
A vesztfáliai Hamelnben született. A Göttingeni Egyetemen tanult teológiát Heinrich Ewaldtól, majd 1870-től az ótestamentumi történelem docense lett. 1872-ben kinevezték a teológia professzorává Greifswaldban. Lelkiismereti okokból 1882-ben kilépett, és a keleti nyelvek professzora lett a hallei Egyetem filológiai tanszékén. 1885-ben Marburgban lett professzor, majd 1892-ben Göttingenbe helyezték át; haláláig itt maradt.

## Munkássága
Wellhausen híres volt az Ótestamentum és a Hexateuch (a mózesi öt könyv plusz Józsué könyve) kritikai vizsgálatáról. A meg nem alkuvó tudományos mód miatt, amellyel vizsgálta ezeket, összeütközésbe került a hagyományos felfogású bibliaértelmezőkkel. Leginkább a Pentateuch eredetéről szóló dokumentációs hipotéziséről híres, melyben azt állítja, a Tóra egyes szerzői a későbbi izraelita királyságról írtak, emiatt a mű keletkezése jóval későbbre datálható, mint korábban gondolták.
Wellahusen szerint Izrael vallása természetes fejlődés eredménye, a fejlődés tetőpontját a próféták jelentik, de végeredménye hanyatlás. Ez ellentétben áll a katolikus és a zsidó hittel, mely szerint Izrael hite a kinyilatkoztató Isten műve, aki az embert az üdvösségre vezeti.

### A mózesi öt könyv elemzése
Már a 19. század elején kialakultak a bibliakutatók körében azok a nézetek, miszerint főleg a Genezis, de a mózesi Ötkönyv egésze is, Mózes idejénél jóval később, és négy különböző forrás egybedolgozásával alakult ki. Wellhausen ezeket az elméleteket fejlesztette tovább.
Az öt könyvben négy különböző elbeszélés-láncolatot különböztetett meg. Ezek a Jahvista (Wellhausen által „J” betűvel jelzett), az Elohista (E) (amely részek különböző Isten-neveket használnak), továbbá a főleg Mózes V. könyvében, a Deuteronómiumban fennmaradt elbeszélésfüzér (D), valamint egy, a papi körökben keletkezhetett hagyomány (P). Ezek egyesítésére nem kerülhetett sor korábban, mint Esdrás idején, az i. e. 5. század második felében. A „J” rész keletkezését az i. e. 10/9 századra tette, az „E” a 9/8 században alakulhatott ki, a „D” létrejötte Jósiás júdai király vallásreformjához, i. e. 621-hez köthető. Ennek az új szemléletnek a jegyében módosították a régebbi szövegeket is, úgyhogy a „D” vonulata fellelhető a többi részben is. A „P” réteg a babiloni fogság idején, és azután azaz az i. e. 6/5 században megerősödött papság szemléletét, vezető szerepre törekvését fejezi ki.

## Legismertebb művei
- De gentibus et familiis Judaeis (Göttingen, 1870)
- Der Text der Bücher Samuelis untersucht (Göttingen, 1871)
- Die Phariseer und Sadducäer (Greifswald, 1874)
- Prolegomena zur Geschichte Israels (Berlin, 1882; Eng. trans., 1885; 5th German edition, 1899; first published in 1878 as Geschichte Israels)
- Muhammed in Medina (Berlin, 1882)
- Die Komposition des Hexateuchs und der historischen Bücher des Alten Testaments (1889, 3rd ed. 1899)
- Israelitische und jüdische Geschichte (1894, 4th ed. 1901)
- Reste arabischen Heidentums (1897)
- Das arabische Reich und sein Sturz (1902)
- Skizzen und Vorarbeiten (1884-1899)
- Friedrich Bleek Einleitung in das Alte Testament című munkájának új és átdolgozott kiadásai (4-6, 1878-1893).

1906-ban megjelent Die christliche Religion, mit Einschluss der israelitisch-jüdischen Religion című műve, melyet A. Jülicherrel, Adolf Harnackkal és másokkal közösen írt. Újtestamentum-kommentátorként is hasznos munkát végzett. 1903-ban jelentette meg Das Evangelium Marci, übersetzt und erklärt című művét, 1904-ben a Das Evangelium Matthäi és a Das Evangelium Lucae címűeket, és 1905-ben az Einleitung in die drei ersten Evangelient.

## Magyarul
- Izráel népének története Jeruzsálem második pusztulásáig; ford. Kardos Albert; Athenaeum, Bp., 1886 (Történeti Kézikönyvek)
- A farizeusok és a szadduceusok; ford. Szabó Csaba; Kálvin, Bp., 2001